# اتاق صعود
اتاق صعود فیلم مستندی است که توسط رضا فرهمند مستندساز ایرانی در سال ۱۳۸۸ ساخته شد.
روایت سفر تعدادی از معلولان به البرز و صعود به قله دماوند است. در این میان یکی از آن‌ها که توانایی این صعود را ندارد، به دنبال راهی برای همراهی با این گروه است. این فیلم در بیست و هشتمین دوره جشنواره بین‌المللی فیلم فجر برنده جایزه سیمرغ بلورین بهترین فیلم مستند نیمه بلند شد.